# Babiniec (powiat poddębicki)
Babiniec (do końca 2017 roku Babieniec) – przysiółek w Polsce położony w województwie łódzkim, w powiecie poddębickim, w gminie Zadzim. Leży nad Pisią (dopływem Neru).
Do lat 70. miejscowość nosiła nazwę Kolonia Iwonie. Mieszkało w niej około 60 osób w około 25 domach. 
Należy do sołectwa Iwonie. Nieopodal znajduje się duży kompleks leśny około 700 ha (Leśnictwo Zygry).
W latach 1975–1998 miejscowość administracyjnie należała do województwa sieradzkiego.